# مدرسه هندی تهران
مدرسه هندی تهران (به انگلیسی: Kendriya Vidyalaya Tehran، به هندی: केन्द्रीय विद्यालय संगठन) یک مدرسه بین‌المللی مختلط هندی واقع در میدان بهارستان، تهران، ایران است. این مدرسه وابسته به سفارت هند بوده و در پایه‌های سطح LKG (سه سال و بیشتر) تا ۱۶ سال (XII) خدمت رسانی می‌کند. این مدرسه، یکی از چندین مؤسسه مدرسه هندی (Kendriya Vidyalaya) با قریب به ۳۵۰ دانش آموز از ۳ تا ۱۶ سال است و اندازه هر کلاس آن حدوداً ۱۵–۲۰ دانش آموز است. زبان‌های اصلی این مجموعه انگلیسی، هندی و فرانسوی هستند و فارسی هم برای توانایی برقراری ارتباط دانش آموزان یاد داده می‌شود.
این مدرسه محلی میزبان کودکان از چندین کشور شامل هند، مالزی، بریتانیا، رومانی، تایلند، پاکستان، بنگلادش و کشورهای دیگری است. چندین کودک بریتانیایی پس از بسته شدن مدرسه سفارت انگلیس در سال ۲۰۱۱ در پی حمله به سفارت بریتانیا در تهران به این مدرسه منتقل شدند.